# 前245年
| 千纪： | 前1千纪 |
| 世纪： | 前4世纪 \| 前3世纪 \| 前2世纪                                                                                         |
| 年代： | 前270年代 \| 前260年代 \| 前250年代 \| 前240年代 \| 前230年代 \| 前220年代 \| 前210年代                               |
| 年份： | 前250年 \| 前249年 \| 前248年 \| 前247年 \| 前246年 \| 前245年 \| 前244年 \| 前243年 \| 前242年 \| 前241年 \| 前240年 |
| 纪年： | 齊王建二十年 趙孝成王二十一年 魏安僖王三十二年 韓桓惠王二十八年 秦王政二年 楚考烈王十八年 衛元君七年 燕王喜十年       |

## 大事記
- 秦麃公將卒攻卷，斬首三萬。
- 趙以廉頗為假相國，伐魏，取繁陽。趙孝成王薨，子趙悼襄王偃立。
- 西库昂的阿拉图斯当选为亚该亚同盟的将军。